# John Cryer
John Robert Cryer, född 11 april 1964 i Darwen i Lancashire, är en brittisk politiker (Labour). Han var 1997–2005 ledamot av underhuset för Hornchurch och är sedan 2010 ledamot för Leyton and Wanstead.
Cryer är son till parlamentsledamöterna Ann Cryer (1939–) och Bob Cryer (1934–1994). Han tillhör partiets vänsterflygel och är medlem i Socialist Campaign Group. John Cryer är EU-skeptisk och röstade för att Storbritannien skulle lämna unionen i folkomröstningen år 2016. Tidigare har Cryer arbetat som journalist.